# Östen Gervallius
Östen Gervallius, född 18 april 1680 i Vallerstads socken, död 4 december 1735 i Högby socken, var en svensk präst.

## Biografi
Östen Gervallius föddes 18 april 1680 i Vallerstads socken. Han var son till prosten Petrus Danielis Sudercopensis. Gervallius blev 1699 student vid Uppsala universitet och 1705 kollega i Norrköping. Den 1 maj 1706 höll Gervallius den första landskapsorationen de laude studiorum humaniorum vid landsmännens sammanträde i Uppsala. Han blev 1722 rektor i Skänninge och prästvigdes 11 april 1722. Gervallius blev 19 december 1723 kyrkoherde i Högby församling. Han avled 4 december 1735 i Högby socken.
Gervallius gifte sig 23 maj 1716 med Anna Dyk (1680–1735). Hon var dotter till kontraktsprosten Andreas Petri Dyk i Skänninge. Hon hade tidigare varit gift med rådmannen Lars Larsson Törner i Skänninge. Gervallius och Dyk fick tillsammans barnen Margareta (född 1717–1729), Petrus (född 1718), Andreas (1721–1722), Ingeborg (1723–1783) och Anna Lisa (död 1724).